# Bóly
Bóly (em croata:  Boja, em alemão:  Bohl) é uma cidade da Hungria, situada no Condado de Baranya. Tem 25,38 km² de área e sua população em 2019 foi estimada em 3.824 habitantes.